# Gabrielle van Meerbeke
Gabrielle Maria van Meerbeke (Gent, 6 november 1860 − aldaar, 5 april 1912) was een Belgische kunstschilder die zich later in haar carrière toespitste op de toegepaste kunsten. Ze exposeerde haar werk op verschillende salons te Gent en te Brussel.

## Leven
Gabrielle van Meerbeke was de dochter van Louis van Meerbeke en Virginie Bracke. Ze had drie broers en een zus. Haar vader was handelaar in tafellinnen en Zwitserse gordijnen en fabrikant van tapijten en wasdoeken. Zijn echtgenote had een stoffenwinkel in Gent. Hierdoor had Gabrielle gemakkelijk toegang tot stoffen, wat ook een rol kan gespeeld hebben in haar kunst (bijvoorbeeld bij de creatie van batik). Het gezin verhuisde meermaals maar bleef steeds in Gent.
Gabrielle trouwde op 9 december 1890 met Albert Mair, een rekenplichtige en bediende in een vlasspinnerij. Het echtpaar had geen kinderen. Na de dood van haar vader, trok haar moeder bij het koppel in en bleef inwonen tot haar dood in 1906. Albert Mair was een volle neef van Jenny Montigny (1875-1937), de Gentse luministe. Zijn vader Severin (Severinus) Mair en Jenny moeder Joanna Helena (Nancy) Mair waren broer en zus. De aanwezigheid van Gabrielle van Meerbeke kan Montigny aangemoedigd hebben voor een artistieke carrière te kiezen.

## Werken

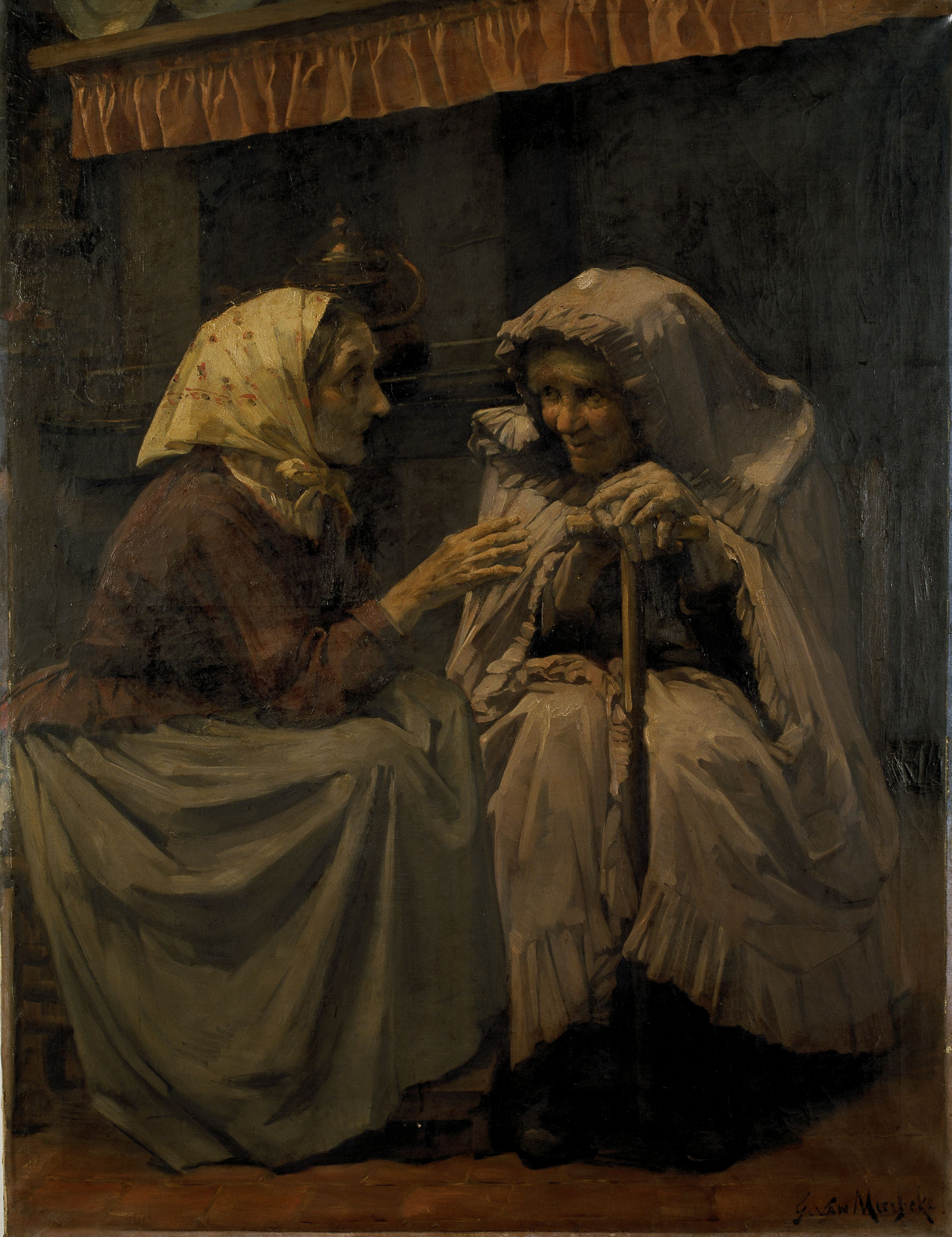
Oude Gentse vrouw in kapmantel, MSK Gent

Gabrielle van Meerbeke wordt in de eerste plaats beschreven als een schilderes. Ze stelde haar schilderijen tentoon op verschillende salons in Gent tussen 1883 en 1889. Ze specialiseerde zich in genrestukken, bloemstillevens en portretten. Haar schilderwerk zou getuigen van een ernstige studie van objecten en mensen. Een schilderij in het bezit van het Museum voor schone kunsten is Oude Gentse vrouw in kapmantel. Een oude dame die bezoek krijgt en moed lijkt te worden ingesproken. Ook het schilderij small talk is van haar hand, een werk waarvan enkel de titel bekend is. Of zij een opleiding genoot bij een andere kunstenaar of in een kunstacademie is niet bekend.
In haar latere carrière omstreeks 1903 is ze ook actief geweest in de toegepaste kunsten. Ze maakte gebruik van technieken als batik en pyrogravure, decoreerde porseleinen objecten en borden, maakte kussens en beschilderde deze, en realiseerde paravents, waarbij ze onder andere ook batik en pyrogravure als decoratieve technieken toepaste. Verder stelde ze nog reticules tentoon in 1903, kleine handtasjes.

## Tentoonstellingen met catalogi
- 1883: Salon de Gand: Salon de 1883 : XXXIIe exposition triennale de Gant; Notice sur les tableaux & objets d'art exposés au Casino, 26 août - 4 novembre 1883
- 1884: Cercle de Beaux-Arts Gand: Exposition du Cercle des Beaux-Arts : Catalogue (Gand, janvier - février 1884)
- 1886: Salon de Gand: XXXIIIe driejaarlijksche tentoonstelling te Gent 1886: Aanwijzing der schilderijen en kunstvoorwerpen in het Casino tentoongesteld (15 augustus - 24 oktober 1886)
- 1889: Salon de Gand: XXXIVe driejaarlijksche tentoonstelling te Gent 1889: Aanwijzing der schilderijen en kunstvoorwerpen in het Casino tentoongesteld (11 augustus - 6 oktober 1889)
- 1895: Salon de Gand: Salon de 1895 : XXXVIe exposition triennale de Gand; Catalogue des tableaux et objets d'art exposés au Casino, (1er septembre - 28 octobre 1895) (ontwerp kaft Jules de Praetere)
- 1903: La libre Esthétique, Brussel: Catalogue de la dixième Exposition de La Libre Esthétique à Bruxelles, 26 février - 29 mars 1903
- 1905: EXP Trav de L.(?)